# Kōnan (Kōchi)
Kōnan (香南市 Kōnan-shi?) es una ciudad localizada en la prefectura de Kōchi, Japón. En junio de 2019 tenía una población estimada de 32.302 habitantes y una densidad de población de 255 personas por km². Su área total es de 126,46 km².

## Geografía

### Localidades circundantes
- Prefectura de Kōchi
  - Aki
  - Geisei
  - Kami
  - Nankoku

## Demografía
Según los datos del censo japonés, esta es la población de Kōnan en los últimos años.
| 1995   | 2000   | 2005   | 2010   | 2015   |
| ------ | ------ | ------ | ------ | ------ |
| 31.481 | 32.659 | 33.541 | 33.830 | 32.961 |